# Knarrholmen
Knarrholmen  es una isla de la provincia histórica de Bohuslän, situada en arcuipiélago del Sur de Gotemburgo, en aguas del estrecho del Kattegat.
Esta pequeña isla es propiedad del Sindicato de Metalúrgia de Gotemburgo - Industrifacket Metall - Göteborg, y del Sindicato de los trabajadores del Comrrcio - Sección 36 - Handelsanställdas Förbund - avdelning 36.
Pertenece al Municipio de Gotemburgo.